# St. Marien (Braunschweig-Querum)

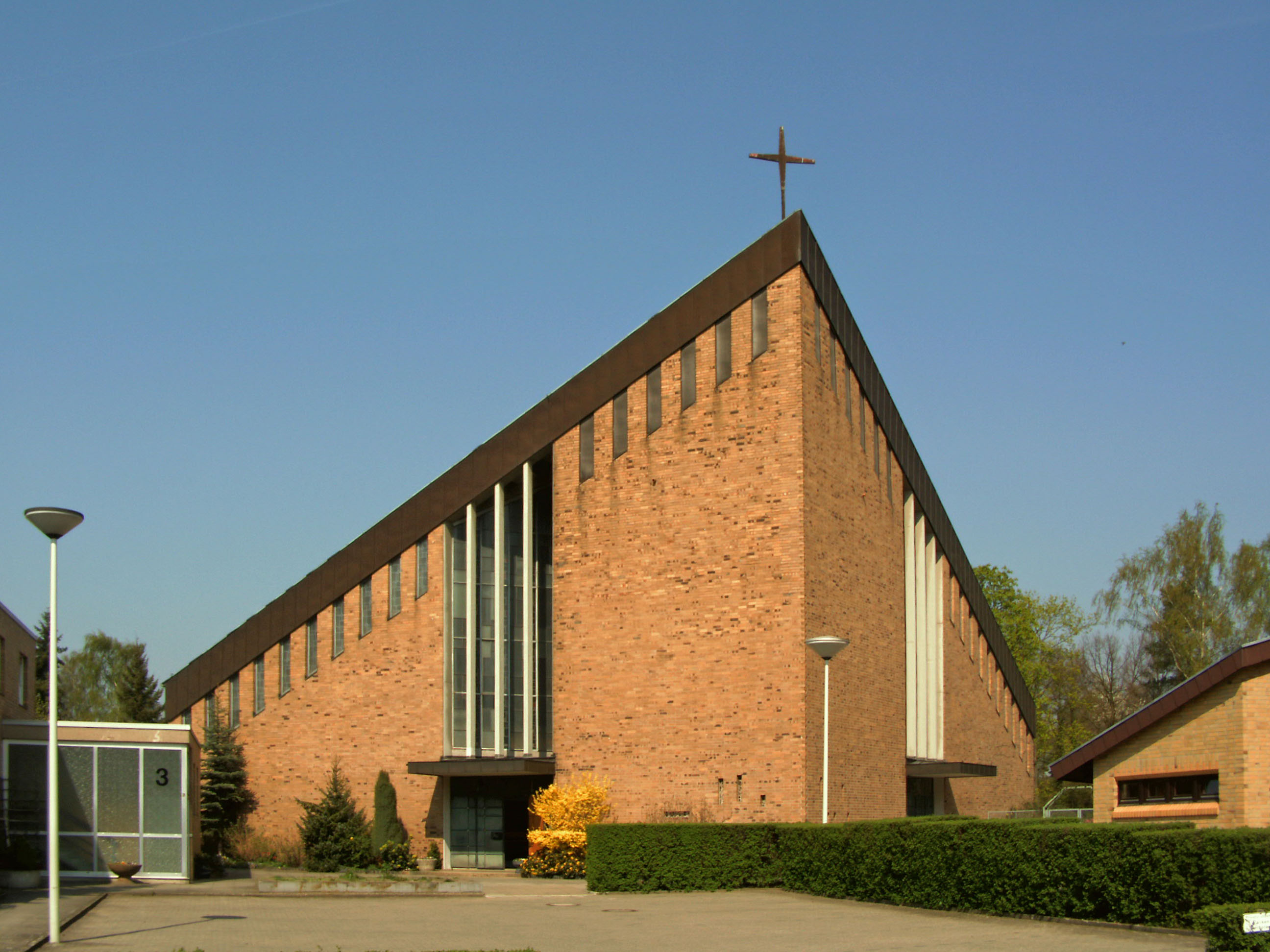
St.-Marien-Kirche

Sankt Marien ist die römisch-katholische Kirche in Querum, einem Stadtteil im Nordosten von Braunschweig. Ihre gleichnamige Pfarrgemeinde gehört zum Dekanat Braunschweig des Bistums Hildesheim. Die nach der heiligen Maria benannte Pfarrkirche befindet sich in der Straße Köterei 3.

## Geschichte
Nachdem sich nach 1935 unter anderem durch den Bau der Schuntersiedlung, der Vorwerksiedlung und die Gründung der Niedersächsischen Motorenwerke die Zahl der Katholiken im Nordosten Braunschweigs vergrößerte, erwarb das Bistum Hildesheim 1938 ein Anwesen mit Gaststätte und Saalbau. Als der Umbau des Saales beginnen sollte, wurde dieser jedoch aus „kriegswichtigen Gründen“ beschlagnahmt und zur Lagerung von Getreide vorgesehen. Erst nachdem im September 1939 Frankreich eine Offensive gegen das Saargebiet begann und Saarländer in das Innere des Reichsgebietes evakuiert wurden, konnte im Rahmen der Seelsorge für diesen Personenkreis der Saal für kirchliche Zwecke genutzt werden. 1940 wurde er zu einer Notkirche umgebaut, deren Einweihung am 2. Mai 1940 erfolgte. Diese Notkirche war, nach St. Nicolai, St. Joseph und St. Laurentius, die vierte katholische Kirche in Braunschweig, die nach der Reformation errichtet wurde. Ihr erster Priester war Franz Frese, der spätere Braunschweiger Propst. Um 1940 wurde auch die Vikarie St. Marien gegründet. Ab 1940 wurden an St. Marien katholische Kirchenbücher geführt. Am 21. Februar 1944 wurde die Notkirche durch einen Bombenangriff auf Querum, der vermutlich dem Flughafen Waggum galt, schwer beschädigt, konnte aber weiter genutzt werden. Die evangelische Kirche war dagegen nicht mehr benutzbar, infolgedessen stellte die katholische Gemeinde ihre Notkirche für evangelische Gottesdienste zur Verfügung.
Die erste Kirche wurde wegen seit 1958 bestehender Baufälligkeit des Gebäudes durch die heutige Kirche ersetzt. Am 1. Januar 1962 wurde die Pfarrei St. Marien errichtet. Am 30. Mai 1962 fand in der Notkirche der letzte Gottesdienst statt. Das Gebäude wurde noch 1962 abgerissen, und an gleicher Stelle die heutige Kirche erbaut. Während der Bauphase der Kirche fanden die Gottesdienste in der Aula der Grund- und Hauptschule Querum statt.
Am 14. Oktober 1962 wurde durch Propst Franz Frese der Grundstein für die neue Kirche gelegt, und am 8. Dezember 1963 erfolgte durch Bischof Heinrich Maria Janssen ihre Konsekration.
Seit dem 1. November 2006 gehören zur Pfarrei St. Marien auch die Kirchen Hl. Don Bosco in Hondelage und St. Martin in Wendhausen. Dadurch stieg die Zahl der Gemeindemitglieder von knapp 3400 auf über 5500 an.
Am 2. April 2018 (Ostermontag) wurde die vorerst letzte hl. Messe in der Kirche gefeiert, ab dem 3. April 2018 begann der Umbau. Während der Baumaßnahmen im Kirchgebäude fanden die Gottesdienste in der Alten Kirche Querum statt. Zum 1. Advent 2018 war die Renovierung beendet. Am 1. Dezember 2018, dem Vorabend des 1. Advent, wurde die Kirche mit einem Festgottesdienst wieder eingeweiht. Die Künstlerin Lilian Moreno Sánchez aus Chile entwarf einen neuen Altar, der von Weihbischof Heinz-Günter Bongartz geweiht wurde, sowie einen neuen Ambo und ein neues Taufbecken. Die Kirchenbänke wurden durch Stühle ersetzt, ein Auszug aus dem Magnificat auf den Fußboden aufgebracht.

## Architektur und Ausstattung
Die in rund 72 Meter Höhe über dem Meeresspiegel gelegene Kirche ist aufgrund baulicher Gegebenheiten nicht nach Osten, sondern nach Norden ausgerichtet, und verfügt über 362 Sitzplätze. Die vier Glocken wurden bereits 1963 installiert. Das Bild an der Altarwand zeigt Maria, mit dem Heiligen Geist erfüllt; es wurde 1994 von Claus Kilian entworfen. Der Kreuzweg ist ein Werk von Rainer Mordmüller und hängt seit 2020 in der St.-Marien-Kirche. Die Orgel wurde 1968 vom Unternehmen Gebrüder Hillebrand Orgelbau errichtet und später erweitert. Die zweite kleinere Orgel, ebenfalls von Hillebrand erbaut, stammt aus dem Jahr 1963 und befand sich bis 2002 in der St.-Nikolai-Kirche in Melverode. Unter der kreuzbekrönten Spitze der Kirche befindet sich die Marienkapelle.

## Kindertagesstätte
Neben der Kirche befindet sich die katholische Kindertagesstätte St. Marien, die 2011 um eine Kinderkrippe ergänzt wurde. Seit Anfang 2013 befindet sich die Kindertagesstätte in Trägerschaft der Caritas. In vier Gruppen werden heute etwa 75 Kinder betreut.

## Alois Hafkemeyer
Die St.-Marien-Kirche wurde nach Plänen des Braunschweiger Architekten Alois Hafkemeyer erbaut. Nach seinem Entwurf waren zwei Jahre zuvor bereits die Kirchen St. Norbert (Grasleben) und Corpus Christi (Rotenburg (Wümme)) errichtet worden, und später entwarf er noch St. Elisabeth (Salzgitter), St. Bernward (Braunschweig), das Ökumenische Zentrum St. Stephanus (Lüneburg) und St. Maximilian Kolbe (Salzgitter). Der 1929 geborene Hafkemeyer war selbst Mitglied der St.-Marien-Gemeinde und Ratsherr der Stadt Braunschweig, er verunglückte 1986 tödlich.

## Einzugsgebiet
Das Einzugsgebiet der Pfarrei, einschließlich ihrer Filialkirchen, umfasst die Ortschaften Beienrode, Bevenrode, Dibbesdorf, Essehof, Flechtorf, Gliesmarode, Groß Brunsrode, Hondelage, Hordorf, Kampstüh, Kralenriede, Lehre, Querum, Schapen, Volkmarode, Waggum und Wendhausen.